# Adolfo IV di Schaumburg
Adolfo IV di Schaumburg (1205 – Kiel, 1261) fu conte di Holstein dal 1227 al 1238.
Figlio di Adolfo III di Schaumburg, ricevette l'eredità paterna nel 1223, quando fu sconfitto Valdemaro II di Danimarca, il quale aveva tolto, nel 1203, ad Adolfo III la sua contea. Ottenne una riaffermazione del suo potere con la vittoria di Bornhöved contro i Danesi nel 1227.